# Márcio Amoroso
Márcio Amoroso dos Santos (ur. 5 lipca 1974 w Brasílii) – brazylijski piłkarz grający na pozycji ofensywnego pomocnika lub napastnika. Grał dla zespołów w Japonii, Włoszech, Niemczech, Hiszpanii i Grecji. Zdobywca Copa América 1999 z reprezentacją Brazylii.

## Statystyki kariery

### Klubowa
| Klub                  | Sezon              | Liga               | Liga  | Liga  | Puchar kraju | Puchar kraju | Puchar ligi | Puchar ligi | Kontynentalne | Kontynentalne | Inne  | Inne   | Suma  | Suma   |
| Klub                  | Sezon              | Poziom             | Mecze | Goals | Mecze        | Bramki       | Mecze       | Bramki      | Mecze         | Bramki        | Mecze | Bramki | Mecze | Bramki |
| --------------------- | ------------------ | ------------------ | ----- | ----- | ------------ | ------------ | ----------- | ----------- | ------------- | ------------- | ----- | ------ | ----- | ------ |
| Guarani FC            | 1992               | Série A            | 0     | 0     | —            | —            | —           | —           | —             | —             | —     | —      | —     | —      |
| Guarani FC            | 1994               | Série A            | 26    | 19    | —            | —            | —           | —           | —             | —             | —     | —      | 26    | 19     |
| Guarani FC            | 1995               | Série A            | 13    | 9     | —            | —            | —           | —           | —             | —             | —     | —      | 13    | 9      |
| Guarani FC            | Łącznie            | Łącznie            | 39    | 28    | —            | —            | —           | —           | —             | —             | —     | —      | 39    | 28     |
| Verdy Kawasaki (wyp.) | 1992               | J.League           | —     | —     | 0            | 0            | 0           | 0           | 0             | 0             | —     | —      | 0     | 0      |
| Verdy Kawasaki (wyp.) | 1993               | J.League           | 0     | 0     | 0            | 0            | 0           | 0           | 0             | 0             | —     | —      | 0     | 0      |
| Verdy Kawasaki (wyp.) | Łącznie            | Łącznie            | 0     | 0     | 0            | 0            | 0           | 0           | 0             | 0             | —     | —      | 0     | 0      |
| CR Flamengo (wyp.)    | 1996               | Série A            | 16    | 6     | —            | —            | —           | —           | —             | —             | —     | —      | 16    | 6      |
| Udinese Calcio        | 1996/1997          | Serie A            | 28    | 12    | 1            | 0            | —           | —           | —             | —             | —     | —      | 29    | 12     |
| Udinese Calcio        | 1997/1998          | Serie A            | 25    | 5     | 4            | 1            | —           | —           | 4             | 0             | —     | —      | 33    | 6      |
| Udinese Calcio        | 1998/1999          | Serie A            | 33    | 22    | 6            | 2            | —           | —           | 2             | 0             | 2     | 0      | 43    | 24     |
| Udinese Calcio        | Łącznie            | Łącznie            | 86    | 39    | 11           | 3            | —           | —           | 6             | 0             | 2     | 0      | 105   | 42     |
| Parma                 | 1999/2000          | Serie A            | 16    | 4     | 0            | 0            | —           | —           | 1             | 0             | 1     | 0      | 18    | 4      |
| Parma                 | 2000/2001          | Serie A            | 23    | 7     | 6            | 4            | —           | —           | 5             | 3             | —     | —      | 34    | 14     |
| Parma                 | Łącznie            | Łącznie            | 39    | 11    | 6            | 4            | —           | —           | 6             | 3             | 1     | 0      | 52    | 18     |
| Borussia Dortmund     | 2001/2002          | Bundesliga         | 31    | 18    | 1            | 0            | 1           | 0           | 13            | 8             | —     | —      | 46    | 26     |
| Borussia Dortmund     | 2002/2003          | Bundesliga         | 24    | 6     | 2            | 0            | 0           | 0           | 9             | 3             | —     | —      | 35    | 9      |
| Borussia Dortmund     | 2003/2004          | Bundesliga         | 4     | 4     | 0            | 0            | 3           | 2           | 2             | 2             | —     | —      | 9     | 8      |
| Borussia Dortmund     | Łącznie            | Łącznie            | 59    | 28    | 3            | 0            | 4           | 2           | 24            | 13            | —     | —      | 90    | 43     |
| Málaga CF             | 2004/2005          | La Liga            | 29    | 5     | 0            | 0            | —           | —           | —             | —             | —     | —      | 29    | 5      |
| São Paulo FC          | 2005               | Série A            | 22    | 12    | —            | —            | —           | —           | 7             | 4             | —     | —      | 29    | 16     |
| AC Milan              | 2005/2006          | Serie A            | 4     | 1     | 1            | 0            | —           | —           | 0             | 0             | —     | —      | 5     | 1      |
| Corinthians Paulista  | 2006               | Série A            | 12    | 2     | —            | —            | —           | —           | —             | —             | —     | —      | 12    | 2      |
| Grêmio                | 2007               | Série A            | 6     | 0     | —            | —            | —           | —           | —             | —             | —     | —      | 6     | 0      |
| Aris FC               | 2007/2008          | Superleague Ellada | 9     | 1     | 0            | 0            | —           | —           | 0             | 0             | 3     | 1      | 12    | 2      |
| Guarani FC            | 2009               | Série B            | 0     | 0     | —            | —            | —           | —           | —             | —             | —     | —      | 0     | 0      |
| Guarani FC            | 2010               | Série A            | 0     | 0     | —            | —            | —           | —           | —             | —             | —     | —      | 0     | 0      |
| Guarani FC            | Łącznie            | Łącznie            | 0     | 0     | —            | —            | —           | —           | —             | —             | —     | —      | 0     | 0      |
| Boca Raton            | 2016               | USASA              | 3     | 0     | 0            | 0            | —           | —           | —             | —             | —     | —      | 3     | 0      |
| Łącznie w karierze    | Łącznie w karierze | Łącznie w karierze | 324   | 133   | 21           | 7            | 4           | 2           | 42            | 20            | 6     | 1      | 398   | 163    |

### Reprezentacyjne
| Reprezentacja | Rok     | Mecze | Bramki |
| ------------- | ------- | ----- | ------ |
| Brazylia      | 1995    | 1     | 0      |
| Brazylia      | 1996    | 0     | 0      |
| Brazylia      | 1997    | 0     | 0      |
| Brazylia      | 1998    | 1     | 2      |
| Brazylia      | 1999    | 10    | 7      |
| Brazylia      | 2000    | 3     | 0      |
| Brazylia      | 2001    | 0     | 0      |
| Brazylia      | 2002    | 1     | 0      |
| Brazylia      | 2003    | 3     | 0      |
| Łącznie       | Łącznie | 19    | 9      |